# Belgische Koloniale Biografie
De Belgische Koloniale Biografie en Belgische Overzeese Biografie (Frans: Biographie Coloniale Belge en Biographie Belge d'Outre-Mer) is een biografisch repertorium van personen die een rol hebben gespeeld in de Congolese geschiedenis en van Belgen die voor of na 1830 betrokken waren bij de overzeese expansie. 

## Beschrijving en waardering
Het werk is zeer uitgebreid van opzet maar – zeker de eerste delen – grotendeels onwetenschappelijk van aard. Het niet of onvoldoende toepassen van de historische methode resulteerde in onkritische hagiografieën, waarin niet werd geaarzeld om onwelgevallige feiten te verbloemen, te verdraaien of gewoon te verzwijgen. Vele factoren droegen daartoe bij, zoals de prokoloniale ideologie van de redactie, de gewoonte om lemmata toe te vertrouwen aan intimi van de beschrevenen, conformisme en zelfcensuur... Niettemin blijft de BKB voor brute gegevens een waardevolle bron van informatie.
De redactie en selectie van auteurs lag in handen van de Commissie voor de Biografie van de Koninklijke Academie voor Overzeese Wetenschappen. In 2011 lanceerde ze de opvolger van de BKB: het Biografisch Woordenboek van Belgen Overzee. Bedoeling was om een meer digitaal formaat aan te nemen en om naast nieuwe personen ook bestaande lemmata op wetenschappelijke wijze te herschrijven, althans voor de sleutelfiguren (bv. Edmond Van Eetvelde, Théophile Wahis, Jules Greindl, Charles Liebrechts...).

## Taal
De biografieën zijn opgesteld in het Frans of in het Nederlands, al waren vooral in het begin de Nederlandse artikelen schaars. In latere delen kwam er meer evenwicht en deden ook Engelse beschrijvingen hun intrede.

## Volumes
Het werk verscheen van 1948 tot 2015 in elf volumes, gegroepeerd tot negen delen:
- Deel I , 1948
- Deel II , 1951
- Deel III , 1952
- Deel IV , 1955
- Deel V , 1958
- Deel VI , 1968
- Deel VIIA , 1973
- Deel VIIB , 1977
- Deel VIIC , 1989
- Deel VIII , 1998
- Deel IX , 2015